# Petrova, Shtime
Petrova (albanska: Petrova, (serbiska: Petrovo,) är en by i Kosovo. Den ligger i kommunen Shtime. Enligt den senaste folkräkningen år 2011 fanns det 2 543 invånare.

## Demografi
| Demografi | 2011 |
| --------- | ---- |
| albaner   | 2540 |
| bosnier   | 1    |
| okänt     | 2    |